# احتياطيات النفط في الولايات المتحدة

الرسم البياني للاحتياطيات النفطية المؤكدة في الولايات المتحدة خلال عام 2012

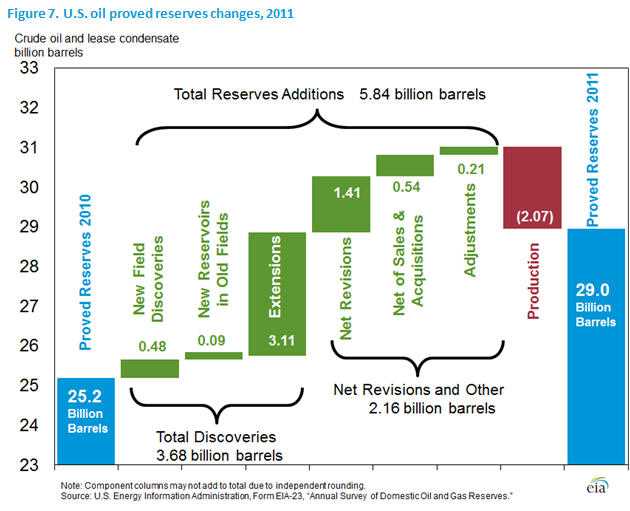
وعلى الرغم من أن الاحتياطيات النفطية الأمريكية قد نمت بمقدار 3.8 مليار برميل في عام 2011 حتى بعد خصم 2.07 مليار برميل من الإنتاج، فإن 8٪ فقط من 5.84 مليار برميل من النفط المحجوز حديثا كان بسبب الاكتشافات الميدانية الجديدة (US EIA)

بلغ احتياطي النفط المثبت في الولايات المتحدة 36.4 مليار برميل (5.79 × 109 م 3) من النفط الخام في نهاية عام 2014 باستثناء الاحتياطي الاستراتيجي للبترول وتمثل احتياطيات عام 2014 أكبر الاحتياطيات الأمريكية المؤكدة منذ عام 1972 وزيادة بنسبة 90٪ في الاحتياطيات المؤكدة منذ عام 2008. وتقدر إدارة معلومات الطاقة الأمريكية أن الموارد النفطية غير المكتشفة القابلة للاسترداد من الناحية الفنية ستكون 198 مليار برميل إضافية.

## احتياطيات مؤكدة

وقد بلغ إنتاج النفط في الولايات المتحدة ذروته في عام 1970.

وكانت احتياطيات النفط الأمريكية المؤكدة 26.5 مليار برميل (4.21 × 109 م 3) اعتبارا من عام 2011. وتمثل بيانات عام 2011 زيادة بنسبة 39٪ في الاحتياطيات المؤكدة منذ عام 2008  ولكنها أقل بنسبة 32٪ من 39 مليار برميل (6.2 × 109 م 3) من الاحتياطيات المؤكدة في عام 1970 عندما تم العثور على حقل خليج برودو العملاق في ألاسكا.

## الإنتاج

اتجاهات الإنتاج الشهرية في أعلى 5 دول منتجة للنفط في الولايات المتحدة

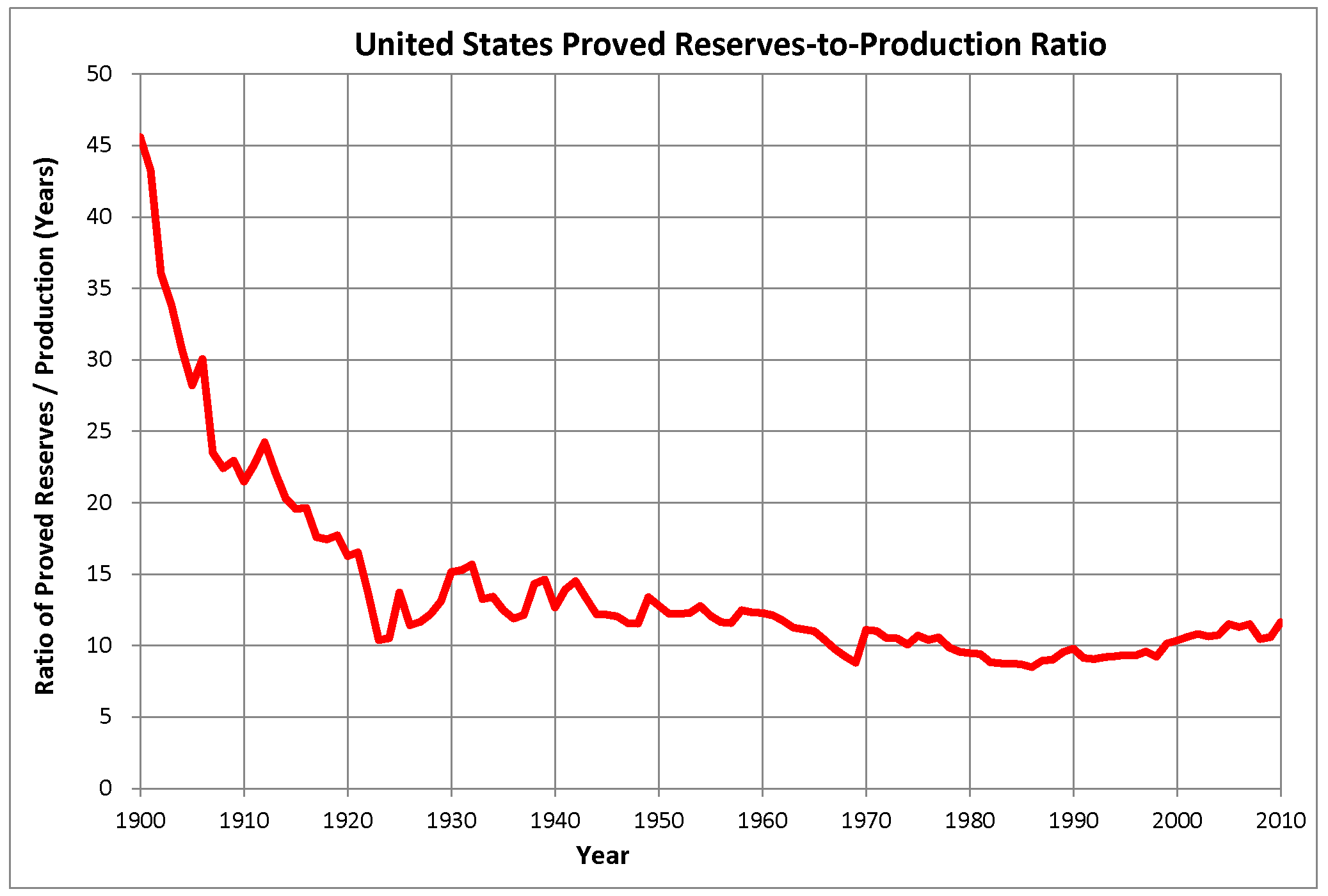
نسبة احتياطيات النفط الأمريكية المؤكدة إلى الإنتاج السنوي

انخفض إنتاج النفط الخام في الولايات المتحدة منذ أن وصل إلى ذروته في الإنتاج الثانوي الأصغر عام 1988 (بسبب إنتاج ألاسكا) لكنه ارتفع مرة أخرى من 2009 إلى 2015. بلغ إجمالي إنتاج النفط الخام من 1970 حتى 2006 102 مليار برميل (16.2 × 109 متر مكعب) أو ما يقرب من خمسة أضعاف ونصف الانخفاض في الاحتياطيات المؤكدة.
وبما أن سعر النفط بلغ ذروته نحو 147.50 دولارا أمريكيا في صيف عام 2008 فقد تم جلب العديد من المشاريع عبر الإنترنت وزاد الإنتاج المحلي من عام 2009 إلى عام 2015. ويستغرق تطوير حقل نفطي بضع سنوات. وفي عام 2012 ارتفع إنتاج النفط في الولايات المتحدة بمقدار 800 ألف برميل وهو أعلى زيادة سجلت منذ سنة واحدة منذ بدء عمليات التنقيب عن النفط عام 1859. وقد زادت الولايات المتحدة مؤخرا موقعها في مجال التنقيب عن النفط أثناء مرورها على المملكة العربية السعودية وأيضا روسيا  وتنتج الشحوم الحاملة في شمال داكوتا ومونتانا كميات متزايدة من النفط. اعتبارا من أبريل 2013 كان إنتاج النفط الخام الأمريكي أعلى من 20 عاما منذ الغاز الصخري وازدهار النفط الضيق؛ كان الإنتاج يقارب 7.2 مليون برميل يوميا. ويعتقد الخبراء أن الولايات المتحدة يمكن أن تمر المملكة العربية السعودية باعتبارها أكبر منتج للنفط. وبلغ إنتاج الذروة 10444 برميلا في اليوم في نوفمبر 1970. وقد تحققت ذروة ثانية ولكن أقل من 9277 برميلا في اليوم في أبريل 2015.
وبلغت نسبة الاحتياطيات إلى الإنتاج 11.26 سنة في عام 2007. وبلغت هذه النسبة 11.08 سنة في عام 1970. وبلغت قاعها 8.49 سنة في عام 1986 عندما بدأ ضخ النفط عبر خط أنابيب ألاسكا إلى الذروة.

## الاستهلاك والواردات
وبلغ الاستهلاك الأمريكي من المنتجات النفطية ذروته في عام 2005؛ بحلول عام 2012، انخفض الاستهلاك بنسبة 11٪ من الذروة.
ويمثل صافي واردات النفط والمنتجات ما يقرب من نصف العجز التجاري في الولايات المتحدة وبسبب تراجع اإلنتاج وزيادة الطلب ارتفعت الواردات الصافية من النفط والمنتجات النفطية من 3.16 مليون برميل يوميا) 502 × 103 م 3 / د (في عام 1970 إلى 12.04 مليون برميل يوميا) 1.914 × 106 م 3 / د (في عام 2007، قبل الانخفاض. وكان أكبر موردين صافيا للمنتجات النفطية في عام 2007 هما كندا والمكسيك اللتين وفرتا 2.2 و 1.3 مليون برميل يوميا (350 × 103 و 210 × 103 متر مكعب / اليوم) على التوالي. اعتبارا من عام 2011 استهلكت الولايات المتحدة 18.8 مليون برميل من المنتجات النفطية يوميا، واستوردت صافي 8.4 مليون برميل يوميا؛ ذكرت وكالة الطاقة الأمريكية أن «الاعتماد على صافي واردات النفط» في الولايات المتحدة في عام 2011 هو 45٪. وخلال الفترة 2008-2009 أصبحت الولايات المتحدة مصدرا صافيا للمنتجات النفطية المكررة؛ قبل أن تشتري الولايات المتحدة البنزين والديزل والكيروسين في أوروبا وكميات أقل من بلدان أخرى.

## احتياطي البترول الاستراتيجي
وتحتفظ الولايات المتحدة باحتياطي نفطي استراتيجي في أربعة مواقع على خليج المكسيك بسعة إجمالية تبلغ 727 مليون برميل (115.6 × 106 م 3) من النفط الخام. ويبلغ الحد الأقصى لقدرة السحب الإجمالية من الأحتياطي النفطي الأستراتيجي في الولايات المتحدة 4.4 مليون برميل) 700.000 متر مكعب (يوميا. هذا هو ما يقرب من 32٪ من واردات النفط في الولايات المتحدة أو 75٪ من الواردات من الأوبك.

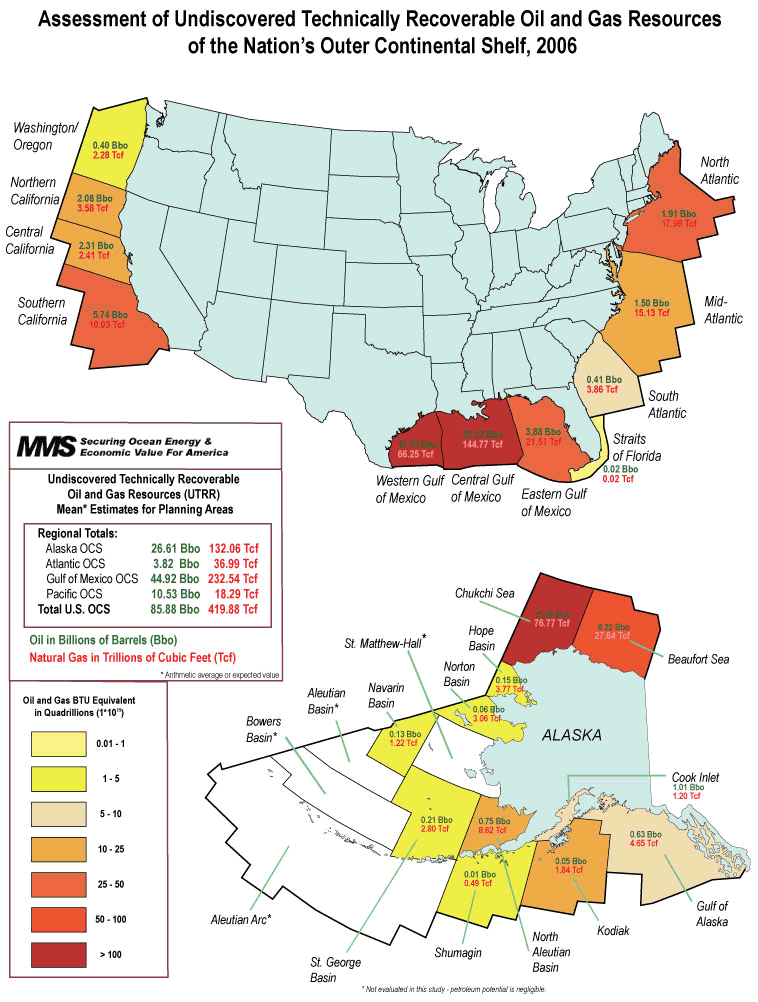
تقديرات موارد النفط في الجرف القاري الخارجي

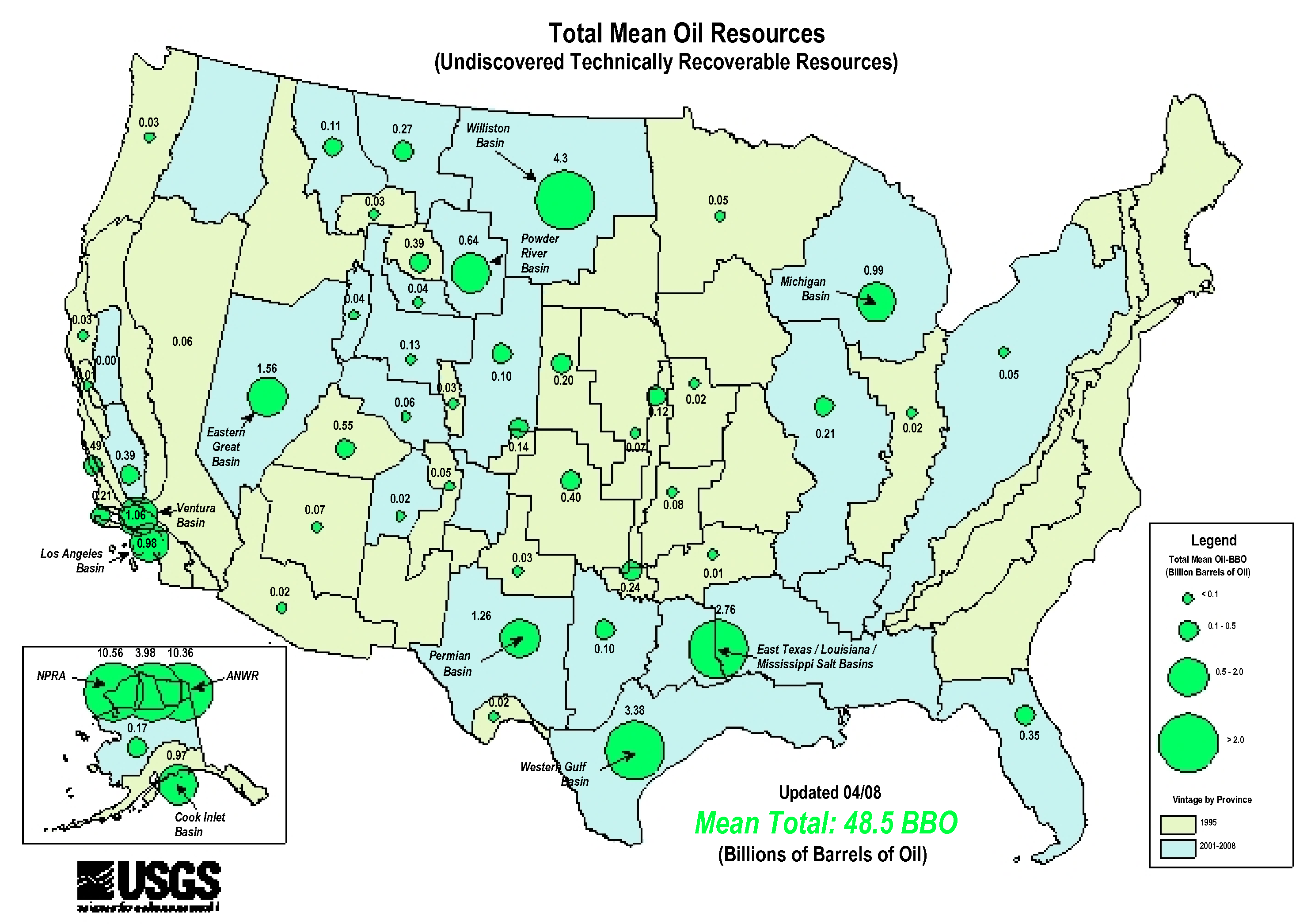
تقديرات موارد النفط البرية

## الموارد المحتملة

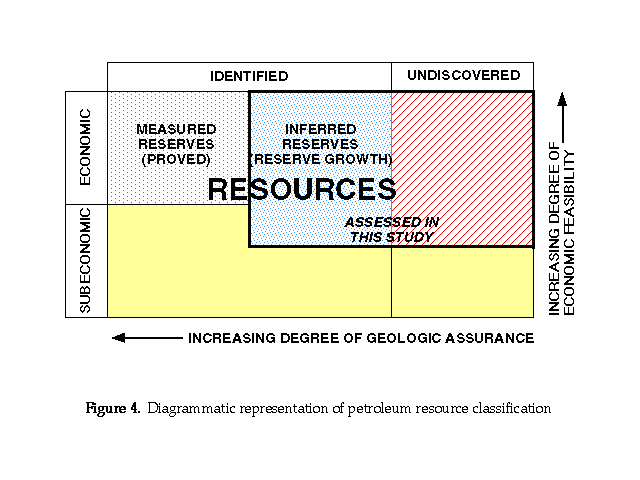
"مربع ماكيلفي" الذي يوضح فئات مختلفة من الموارد البترولية.

وتقدر الخدمات التي تقدمها وزارة الداخلية الأمريكية الحجم الإجمالي للنفط غير المكتشفة والممكن استرداده تقنيا في الولايات المتحدة بنحو 134 مليار برميل (2.13 × 1010 م 3). وقد تم بالفعل حفر أكثر من مليون من آبار النفط الاستكشافية والتنموية في الولايات المتحدة منذ عام 1949.
تقدر تقديرات الماسح الجيولوجي الأمريكي أن النفط الخام غير القابل للاستكشاف من الناحية الفنية في الولايات المتحدة هو 48.5 مليار برميل (7.71 × 109 متر مكعب)  وقد تم الانتهاء من التقييم الوطني الشامل الأخير في عام 1995. ومنذ عام 2000 تم إعادة تقييم أحواض الولايات المتحدة التي تعتبر من أولويات موارد النفط والغاز. ومنذ عام 2000 أعادت الولايات المتحدة الأمريكية تقييم 22 حوضا ذا أولوية وتخطط إعادة تقييم 10 أحواض أخرى. وتمثل هذه الأحواض ال 32 حوالي 97٪ من موارد النفط والغاز المكتشفة وغير المكتشفة في الولايات المتحدة. المناطق الثلاثة التي تعتبر أكبر كمية من النفط هي السهل الساحلي (1002) منطقة أنور والاحتياطي الوطني للبترول في ألاسكا وتكوين باكن.

### المناطق البحرية
وتقدر دائرة إدارة المعادن أن الجرف القاري الخارجي (OCS) يحتوي على ما بين 66.6 و 115.1 مليار برميل (10.59 × 109 و 18.30 × 109 م 3) من النفط الخام غير القابل للاسترداد من الناحية الفنية مع تقدير متوسط قدره 85.9 مليار برميل (13.66 × 109 M3). يحتل خليج المكسيك المرتبة الأولى بمتوسط تقديري يبلغ 44.9 مليار برميل (7.14 × 109 م 3) يليه ألاسكا أوكس مع 38.8 مليار برميل (6.17 × 109 م 3). وبأسعار النفط الخام التي تبلغ 80 دولارا للبرميل تشير التقديرات إلى أن 70 مليار برميل (11 × 109 متر مكعب) قابلة للاسترداد اقتصاديا. واعتبارا من عام 2008، فإن ما مجموعه 574 مليون فدان (2,320,000 كم 2) من أوكس غير مقيدة للتأجير والتطوير. ويغطي الوقف الاختياري والانسحاب الرئاسي حوالي 85 في المئة من منطقة OCS في الخارج أقل 48 ولاية. وتقدر مس أن الموارد في مناطق أوكس حاليا خارج حدود التأجير والتنمية مجموع 17.8 مليار برميل (2.83 × 109 م 3) (متوسط التقدير).

### القطب الشمالى
في عام 1998 أشارت تقديرات وكالة الماسح الجيولوجي الأمريكية إلى أن منطقة 1002 من ملجأ الحياة البرية الوطنية في القطب الشمالي تحتوي على ما بين 5.7 و 16.0 مليار برميل (2.54 × 109 م 3) من النفط غير المكتشفة القابلة للاسترداد تقنيا مع تقدير متوسط قدره 10.4 مليار برميل (1.65 × 109 م 3)، منها 7.7 مليار برميل (1.22 × 109 م 3) تقع ضمن الجزء الاتحادي لمنطقة أنور 1002. في مايو 2008 استخدم تقييم الأثر البيئي هذا التقييم لتقدير الإنتاج التراكمي المحتمل لمنطقة 1002 من أنور لتكون بحد أقصى 4.3 مليار برميل (680,000,000 متر مكعب) من 2018 إلى 2030. هذا التقدير هو أفضل سيناريو حالة للنفط القابل للإسترداد تقنيا خلال في سنوات الإنتاج الأولية في المنطقة إذا تم سن التشريعات في عام 2008 للسماح بالحفر.
وخلص تقييم أجري عام 2002 إلى أن احتياطي النفط الوطني في ألاسكا يحتوي على ما بين 6.7 و 15.0 مليار برميل (2.38 × 109 م 3) من النفط، مع قيمة متوسطة (متوقعة) تبلغ 10.6 مليار برميل (1.69 × 109 م 3). وتشير التقديرات إلى أن كمية النفط غير المكتشفة تحت الأراضي الاتحادية (باستثناء مناطق الولاية والسكان الأصليين) تتراوح ما بين 5,9 و 13,2 من منظمة العمل الدولية مع متوسط قيمة 9,3 من موظفي مكتب التحقيقات ويتوقع أن تكون معظم تراكمات النفط متوسطة الحجم، من 30 إلى 250 مليون برميل (40,000,000 متر مكعب) لكل منها. ومن غير المتوقع حدوث تراكمات كبيرة مثل حقل نفط برودوي باي (الذي يبلغ انتعاشه النهائي حوالي 13 مليار برميل (2.1 × 109 متر مكعب)). إن أحجام النفط غير المكتشفة القابلة للاسترداد من الناحية الفنية والمقدرة على حساب الطاقة المتجددة الوطنية تشبه الأحجام المقدرة ل أنور. ومع ذلك بسبب الاختلافات في أحجام التراكم (ويقدر أن منطقة الدراسة أنور تحتوي على مزيد من التراكم في الطبقات حجم أكبر) والاختلافات في مجال التقييم (منطقة الدراسة نبرا أكثر من 12 مرة أكبر من منطقة الدراسة أنور) والموارد القابلة للاسترداد اقتصاديا تختلف باختلاف أسعار النفط ولكن بأسعار السوق فوق 40 دولارا للبرميل فإن تقديرات النفط القابلة للاسترداد اقتصاديا لـ نبرا هي مماثلة لـ أنور.

### ضيق النفط
في أبريل 2008 أصدرت USGS تقريرا إعطاء تقييم موارد جديدة من تكوين باكن أجزاء الكامنة من مونتانا وشمال داكوتا الشمالية وتعتقد الولايات المتحدة الأمريكية أنه مع تكنولوجيا الحفر الأفقية الجديدة هناك ما بين 3.0 و 4.5 مليار برميل (480 × 106 و 720 × 106 م 3) من النفط غير المكتشفة القابلة للاسترداد من الناحية الفنية في هذا التكوين 200,000 ميل مربع (520,000 كم 2) التي تم اكتشافها في البداية في عام 1951 إذا كانت دقيقة فإن إعادة التقييم هذه تجعلها أكبر تراكم نفطي «مستمر» (يستخدم أوسغس «مستمر» لوصف التراكمات التي تتطلب تصدع اصطناعي واسع للسماح للنفط بالتدفق إلى البئر) المكتشفة في الولايات المتحدة. ويقدر أن التشكيل يحتوي على أكثر بكثير - تم الإبلاغ عن أرقام تتجاوز 150 مليار برميل (2.4 × 1010 م 3) - ولكن من غير المؤكد بعد كم من هذا النفط يمكن استردادها باستخدام التكنولوجيا الحالية. في عام 2011 ادعى هارولد هام أن حصة الاسترداد قد تصل إلى 24 مليار برميل (3.8 × 109 م 3). وهذا يعني أن باكن يحتوي على النفط أكثر استخراج من جميع حقول النفط المعروفة الأخرى في البلاد جنبا إلى جنب.

## الموارد غير التقليدية المحتملة

### الصخر الزيتي
الولايات المتحدة لديها أكبر الرواسب المعروفة من الصخر الزيتي في العالم وفقا لمكتب إدارة الأراضي ويحمل ما يقدر بنحو 2.175 تريليون برميل (345.8 كيلومتر مكعب) من النفط الممكن استرداده. الصخر الزيتي لا يحتوي فعلا على النفط ولكن يحتوى النفط شمعي يعرف الكيروجين ولا يوجد إنتاج تجاري كبير للنفط من الصخر الزيتي في الولايات المتحدة.

### الرمال النفطية
هناك كميات كبيرة من النفط الثقيل في رمال النفط في شمال شرق ولاية يوتا لا يزال هناك أي إنتاج كبير من هذه الودائع